# Llista de topònims de Gurb
Llista de topònims (noms propis de lloc) del municipi de Gurb, a Osona
Informació actualitzada per un bot. Els canvis manuals es perdran quan s'actualitzi!

## arbre singular
| imatge | Nom                 | Ubicat a | instància de   | Detalls | coordenades                                                                                   | Protecció | Commons (més fotos) | Dades a WD                    |
| ------ | ------------------- | -------- | -------------- | ------- | --------------------------------------------------------------------------------------------- | --------- | ------------------- | ----------------------------- |
|        | la Pinassa          | Gurb     | arbre singular |         | 41° 57′ 39″ N, 2° 12′ 17″ E / 41.96073°N,2.20482°E ca:Parròquia de Sant Cristòfol de Vespella |           |                     | Modifica les dades a Wikidata |
|        | plataner de Quadres | Gurb     | arbre singular |         | 41° 57′ 40″ N, 2° 15′ 13″ E / 41.96102°N,2.2535°E ca:Parròquia de Sant Andreu de Gurb         |           |                     | Modifica les dades a Wikidata |
|        | roure de les Garses | Gurb     | arbre singular |         | 41° 57′ 16″ N, 2° 13′ 41″ E / 41.95453°N,2.228°E ca:Parròquia de Sant Andreu de Gurb          |           |                     | Modifica les dades a Wikidata |

## cabana
| imatge | Nom                 | Ubicat a | instància de | Detalls | coordenades                                                         | Protecció | Commons (més fotos) | Dades a WD                    |
| ------ | ------------------- | -------- | ------------ | ------- | ------------------------------------------------------------------- | --------- | ------------------- | ----------------------------- |
|        | cobert del Pradell  | Gurb     | cabana       |         | 41° 58′ 22″ N, 2° 15′ 29″ E / 41.9728859101263°N,2.25802341172828°E |           |                     | Modifica les dades a Wikidata |
|        | corral d'en Panicot | Gurb     | cabana       |         | 41° 57′ 15″ N, 2° 15′ 43″ E / 41.9541771338278°N,2.26190850474928°E |           |                     | Modifica les dades a Wikidata |

## castell
| imatge | Nom                   | Ubicat a | instància de | Detalls | coordenades                                                | Protecció                                            | Commons (més fotos)   | Dades a WD                    |
| ------ | --------------------- | -------- | ------------ | ------- | ---------------------------------------------------------- | ---------------------------------------------------- | --------------------- | ----------------------------- |
|        | Castell de Vilagelans | Gurb     | castell      |         | 41° 58′ 34″ N, 2° 17′ 04″ E / 41.976174°N,2.284411°E       | bé d'interès cultural bé cultural d'interès nacional | Castell de Vilagelans | Modifica les dades a Wikidata |
|        | castell de Gurb       | Gurb     | castell      |         | 41° 57′ 08″ N, 2° 12′ 38″ E / 41.9522°N,2.21056°E 841 msnm | bé d'interès cultural bé cultural d'interès nacional | Castell de Gurb       | Modifica les dades a Wikidata |

## curs d'aigua
| imatge | Nom   | Ubicat a                                                                    | instància de               | Detalls                                                 | coordenades | Protecció | Commons (més fotos) | Dades a WD                    |
| ------ | ----- | --------------------------------------------------------------------------- | -------------------------- | ------------------------------------------------------- | --- | --------- | ------------------- | ----------------------------- |
|        | Gurri | Seva Taradell Tona Malla Vic Santa Eugènia de Berga Gurb les Masies de Roda | curs d'aigua               | Desemboca: Ter                                          | 41° 49′ 55″ N, 2° 19′ 36″ E / 41.831953°N,2.326802°E 41° 59′ 03″ N, 2° 18′ 04″ E / 41.984104°N,2.301215°E 443 msnm |           | Gurri               | Modifica les dades a Wikidata |
|        | Ter   | Ripollès Osona Selva Gironès Baix Empordà                                   | curs d'aigua riu principal | Desemboca: mar Mediterrània Llarg: 208km Conca: 3010km² | 42° 25′ 40″ N, 2° 15′ 24″ E / 42.427778°N,2.256667°E 42° 01′ 24″ N, 3° 11′ 31″ E / 42.02347°N,3.19187°E            |           | Ter River           | Modifica les dades a Wikidata |

## edifici
| imatge | Nom                                    | Ubicat a | instància de | Detalls                                             | coordenades                                                                                   | Protecció                                  | Commons (més fotos)  | Dades a WD                    |
| ------ | -------------------------------------- | -------- | ------------ | --------------------------------------------------- | --------------------------------------------------------------------------------------------- | ------------------------------------------ | -------------------- | ----------------------------- |
|        | Casal de l'Esperança                   | Gurb     | edifici      | Estil: noucentisme arquitectura gòtica 14th century | 41° 56′ 24″ N, 2° 14′ 37″ E / 41.939924°N,2.243727°E ca:Cra. N-152a, km 69,2 485 msnm         | bé integrant del patrimoni cultural català | Casal de l'Esperança | Modifica les dades a Wikidata |
|        | Escoles de Gurb                        | Gurb     | edifici      | 20th century                                        | 41° 57′ 14″ N, 2° 14′ 07″ E / 41.95379°N,2.23533°E ca:Parròquia de Sant Andreu de Gurb        |                                            |                      | Modifica les dades a Wikidata |
|        | Rectoria de Sant Cristòfol de Vespella | Gurb     | edifici      | 18th century                                        | 41° 58′ 09″ N, 2° 12′ 23″ E / 41.96913°N,2.20646°E ca:Parròquia de Sant Cristòfol de Vespella |                                            |                      | Modifica les dades a Wikidata |
|        | Sant Pau de Vilaseina                  | Gurb     | edifici      | 13rd century                                        | 41° 58′ 54″ N, 2° 14′ 33″ E / 41.98168°N,2.2426°E ca:Parròquia de Sant Esteve de Granollers   |                                            |                      | Modifica les dades a Wikidata |

## element arquitectònic
| imatge | Nom                               | Ubicat a | instància de          | Detalls      | coordenades                                                                                  | Protecció | Commons (més fotos) | Dades a WD                    |
| ------ | --------------------------------- | -------- | --------------------- | ------------ | -------------------------------------------------------------------------------------------- | --------- | ------------------- | ----------------------------- |
|        | Cabanya de Barnera                | Gurb     | element arquitectònic |              | 41° 56′ 27″ N, 2° 13′ 36″ E / 41.9409°N,2.22672°E ca:Parròquia de Sant Andreu de Gurb        |           |                     | Modifica les dades a Wikidata |
|        | Cabanya de Mont-ral               | Gurb     | element arquitectònic | 18th century | 41° 57′ 06″ N, 2° 14′ 35″ E / 41.95165°N,2.24316°E ca:Parròquia de Sant Andreu de Gurb       |           |                     | Modifica les dades a Wikidata |
|        | Cabanya de Pladelasala            | Gurb     | element arquitectònic | 18th century | 41° 58′ 22″ N, 2° 17′ 20″ E / 41.97278°N,2.28877°E ca:Parròquia de Sant Esteve de Granollers |           |                     | Modifica les dades a Wikidata |
|        | Cabanya de la Cot                 | Gurb     | element arquitectònic | 19th century | 41° 58′ 02″ N, 2° 13′ 52″ E / 41.9671°N,2.23118°E ca:Parròquia de Sant Andreu de Gurb        |           |                     | Modifica les dades a Wikidata |
|        | Cabanya del Pradell               | Gurb     | element arquitectònic | 20th century | 41° 58′ 31″ N, 2° 15′ 38″ E / 41.97523°N,2.26045°E ca:Parròquia de Sant Esteve de Granollers |           |                     | Modifica les dades a Wikidata |
|        | Cabanya del Saits                 | Gurb     | element arquitectònic |              | 41° 57′ 47″ N, 2° 13′ 19″ E / 41.96304°N,2.22196°E ca:Parròquia de Sant Andreu de Gurb       |           |                     | Modifica les dades a Wikidata |
|        | Creu-pedró de Sant Andreu de Gurb | Gurb     | element arquitectònic |              | 41° 57′ 21″ N, 2° 13′ 17″ E / 41.95592°N,2.22142°E ca:Parròquia de Sant Andreu de Gurb       |           |                     | Modifica les dades a Wikidata |
|        | Horta de Pladelasala              | Gurb     | element arquitectònic | 19th century | 41° 58′ 21″ N, 2° 17′ 17″ E / 41.9724°N,2.28802°E ca:Parròquia de Sant Esteve de Granollers  |           |                     | Modifica les dades a Wikidata |

## entitat singular de població
| imatge | Nom                    | Ubicat a | instància de                                                                   | Detalls  | coordenades                                                                  | Protecció | Commons (més fotos)    | Dades a WD                    |
| ------ | ---------------------- | -------- | ------------------------------------------------------------------------------ | -------- | ---------------------------------------------------------------------------- | --------- | ---------------------- | ----------------------------- |
|        | Granollers de la Plana | Gurb     | entitat singular de població ens local històric de Catalunya                   | 289 hab  | 41° 58′ 35″ N, 2° 16′ 30″ E / 41.97638889°N,2.275°E 472 msnm                 |           | Granollers de la Plana | Modifica les dades a Wikidata |
|        | Gurb                   | Gurb     | entitat singular de població capital municipal ens local històric de Catalunya | 2144 hab | 41° 57′ 15″ N, 2° 14′ 07″ E / 41.95419°N,2.23537°E 562 msnm                  |           |                        | Modifica les dades a Wikidata |
|        | Sant Julià Sassorba    | Gurb     | entitat singular de població ens local històric de Catalunya                   | 98 hab   | 41° 57′ 14″ N, 2° 10′ 54″ E / 41.95400556°N,2.18157778°E 765 msnm            |           |                        | Modifica les dades a Wikidata |
|        | Vespella               | Gurb     | entitat singular de població ens local històric de Catalunya                   | 180 hab  | 41° 58′ 19″ N, 2° 12′ 22″ E / 41.9718262283786°N,2.20598088055478°E 590 msnm |           |                        | Modifica les dades a Wikidata |

## església
| imatge | Nom                                                 | Ubicat a                       | instància de    | Detalls                                                       | coordenades                                                                                                   | Protecció                                  | Commons (més fotos)                   | Dades a WD                    |
| ------ | --------------------------------------------------- | ------------------------------ | --------------- | ------------------------------------------------------------- | --- | ------------------------------------------ | ------------------------------------- | ----------------------------- |
|        | Sant Andreu de Gurb                                 | Gurb                           | església        |                                                               | 41° 57′ 19″ N, 2° 13′ 19″ E / 41.9554044°N,2.2219338°E ca:Parròquia de Sant Andreu de Gurb                    | bé integrant del patrimoni cultural català | Sant Andreu de Gurb                   | Modifica les dades a Wikidata |
|        | Sant Cristòfol de Vespella                          | Gurb                           | església        | Estil: arquitectura barroca arquitectura popular 18th century | 41° 58′ 09″ N, 2° 12′ 22″ E / 41.969131°N,2.206247°E ca:Ctra. Sant Bartomeu del Grau BV-4601, km 6,5 572 msnm | bé integrant del patrimoni cultural català | Sant Cristòfol de Vespella            | Modifica les dades a Wikidata |
|        | Sant Esteve de Granollers de la Plana               | Granollers de la Plana         | església        | Estil: arquitectura romànica 11st century                     | 41° 58′ 36″ N, 2° 16′ 29″ E / 41.9765642°N,2.2747122°E ca:Granollers de la Plana 482 msnm                     | bé integrant del patrimoni cultural català | Sant Esteve de Granollers de la Plana | Modifica les dades a Wikidata |
|        | Sant Fruitós de Quadres                             | Gurb                           | església        |                                                               | 41° 57′ 31″ N, 2° 16′ 10″ E / 41.9586525°N,2.2694009°E 463 msnm                                               | bé cultural d'interès local                | Sant Fruitós de Quadres               | Modifica les dades a Wikidata |
|        | Sant Vicenç de Vespella                             | Gurb                           | església        | Estil: arquitectura popular                                   | 41° 58′ 12″ N, 2° 11′ 09″ E / 41.97009034253957°N,2.18585245674249°E                                          | bé cultural d'interès local                |                                       | Modifica les dades a Wikidata |
|        | Santa Anna de Mont-ral                              | Gurb                           | església        | Estil: arquitectura romànica 12nd century                     | 41° 57′ 11″ N, 2° 14′ 44″ E / 41.95304°N,2.245539°E ca:Ctra. de Puigcerdà, km 1 505 msnm                      | bé integrant del patrimoni cultural català | Santa Anna de Mont-ral                | Modifica les dades a Wikidata |
|        | Santa Fe de Vilagelans                              | Gurb                           | església        | Estil: arquitectura romànica                                  | 41° 58′ 36″ N, 2° 17′ 16″ E / 41.9765469°N,2.2877843°E ca:Parròquia de Sant Esteve de Granollers              | bé integrant del patrimoni cultural català | Capella de Santa Fe de Vilagelans     | Modifica les dades a Wikidata |
|        | Santa Maria de Palau de Gurb                        | Gurb                           | església        |                                                               | 41° 59′ 05″ N, 2° 15′ 23″ E / 41.9847951°N,2.2562578°E                                                        | bé integrant del patrimoni cultural català | Santa Maria de Palau de Gurb          | Modifica les dades a Wikidata |
|        | Santa Perpètua                                      | Santa Cecília de Voltregà Gurb | església ermita | Estil: arquitectura romànica                                  | 41° 59′ 51″ N, 2° 11′ 44″ E / 41.9975898°N,2.19563°E ca:Parròquia de Sant Cristòfol de Vespella               | bé integrant del patrimoni cultural català |                                       | Modifica les dades a Wikidata |
|        | ermita de Sant Roc                                  | Gurb                           | església ermita | Estil: arquitectura eclèctica 19th century                    | 41° 57′ 38″ N, 2° 13′ 07″ E / 41.960471°N,2.218626°E ca:Sant Andreu de Gurb 601 msnm                          | bé integrant del patrimoni cultural català | Sant Roc de Gurb                      | Modifica les dades a Wikidata |
|        | església de Sant Julià Sassorba                     | Gurb                           | església        | Estil: arquitectura romànica arquitectura barroca             | 41° 57′ 04″ N, 2° 11′ 01″ E / 41.95110556°N,2.18369167°E                                                      | bé integrant del patrimoni cultural català | Església de Sant Julià Sassorba       | Modifica les dades a Wikidata |
|        | església de la Mare de Déu del Roser de Pladelasala | Gurb                           | església        | 18th century                                                  | 41° 58′ 21″ N, 2° 17′ 21″ E / 41.9725°N,2.28923°E ca:Parròquia de Sant Esteve de Granollers                   |                                            |                                       | Modifica les dades a Wikidata |
|        | església vella de Sant Cristòfol de Vespella        | Gurb                           | església        |                                                               | 41° 58′ 00″ N, 2° 12′ 24″ E / 41.96656°N,2.2067°E ca:Parròquia de Sant Cristòfol de Vespella                  |                                            |                                       | Modifica les dades a Wikidata |
|        | la Sagrada Família de Malars                        | Gurb                           | església        | Estil: historicisme arquitectònic                             | 41° 59′ 03″ N, 2° 17′ 23″ E / 41.9842142°N,2.2896785°E                                                        | bé integrant del patrimoni cultural català |                                       | Modifica les dades a Wikidata |

## font
| imatge | Nom                        | Ubicat a | instància de | Detalls      | coordenades                                                                                   | Protecció | Commons (més fotos) | Dades a WD                    |
| ------ | -------------------------- | -------- | ------------ | ------------ | --------------------------------------------------------------------------------------------- | --------- | ------------------- | ----------------------------- |
|        | font de l'Argila           | Gurb     | font         |              | 41° 58′ 14″ N, 2° 13′ 05″ E / 41.97061°N,2.21813°E ca:Parròquia de Sant Cristòfol de Vespella |           |                     | Modifica les dades a Wikidata |
|        | font de les Fonts de Palau | Gurb     | font         | 20th century | 41° 59′ 29″ N, 2° 15′ 22″ E / 41.99141°N,2.25615°E ca:Parròquia de Sant Esteve de Granollers  |           |                     | Modifica les dades a Wikidata |
|        | font del Puig              | Gurb     | font         | 18th century | 41° 57′ 30″ N, 2° 13′ 07″ E / 41.9582°N,2.21851°E ca:Parròquia de Sant Andreu de Gurb         |           |                     | Modifica les dades a Wikidata |
|        | font del molí d'Oms        | Gurb     | font         | 18th century | 41° 57′ 43″ N, 2° 14′ 36″ E / 41.96199°N,2.24322°E ca:Parròquia de Sant Andreu de Gurb        |           |                     | Modifica les dades a Wikidata |
|        | font dels Bartomeus        | Gurb     | font         |              | 41° 58′ 15″ N, 2° 12′ 59″ E / 41.97082°N,2.21634°E ca:Parròquia de Sant Cristòfol de Vespella |           |                     | Modifica les dades a Wikidata |

## granja
| imatge | Nom                                | Ubicat a | instància de | Detalls | coordenades                                                         | Protecció | Commons (més fotos) | Dades a WD                    |
| ------ | ---------------------------------- | -------- | ------------ | ------- | ------------------------------------------------------------------- | --------- | ------------------- | ----------------------------- |
|        | Granja Vila                        | Gurb     | granja       |         | 41° 58′ 22″ N, 2° 14′ 45″ E / 41.9728608340531°N,2.24588179859131°E |           |                     | Modifica les dades a Wikidata |
|        | Granja de Can Garsa                | Gurb     | granja       |         | 41° 58′ 52″ N, 2° 17′ 19″ E / 41.981248167331°N,2.28855065815697°E  |           |                     | Modifica les dades a Wikidata |
|        | Granja de Mas Favar                | Gurb     | granja       |         | 41° 58′ 35″ N, 2° 11′ 19″ E / 41.9762886693992°N,2.18854448007886°E |           |                     | Modifica les dades a Wikidata |
|        | Granja de l'Argila                 | Gurb     | granja       |         | 41° 58′ 17″ N, 2° 13′ 13″ E / 41.9713288790899°N,2.22014421308242°E |           |                     | Modifica les dades a Wikidata |
|        | Granja de la Casa Nova de l'Argila | Gurb     | granja       |         | 41° 58′ 43″ N, 2° 13′ 39″ E / 41.9785392250263°N,2.2275520542892°E  |           |                     | Modifica les dades a Wikidata |
|        | Granja de la Caseta                | Gurb     | granja       |         | 41° 58′ 33″ N, 2° 11′ 24″ E / 41.9757947428916°N,2.19002329308274°E |           |                     | Modifica les dades a Wikidata |
|        | Granja del Borrell                 | Gurb     | granja       |         | 41° 57′ 29″ N, 2° 11′ 29″ E / 41.9581335765682°N,2.19141745731474°E |           |                     | Modifica les dades a Wikidata |
|        | Granja del Picó                    | Gurb     | granja       |         | 41° 58′ 14″ N, 2° 16′ 48″ E / 41.9705764431547°N,2.28006418212107°E |           |                     | Modifica les dades a Wikidata |
|        | Granja del Vial                    | Gurb     | granja       |         | 41° 58′ 54″ N, 2° 15′ 03″ E / 41.9816649303167°N,2.25071501827109°E |           |                     | Modifica les dades a Wikidata |

## masia
| imatge | Nom                         | Ubicat a | instància de     | Detalls                                  | coordenades | Protecció                                            | Commons (més fotos)   | Dades a WD                    |
| ------ | --------------------------- | -------- | ---------------- | ---------------------------------------- | --- | ---------------------------------------------------- | --------------------- | ----------------------------- |
|        | Ca l'Amblàs                 | Gurb     | masia            |                                          | 41° 55′ 59″ N, 2° 14′ 15″ E / 41.9331848428474°N,2.23744760612841°E                                                     |                                                      |                       | Modifica les dades a Wikidata |
|        | Ca la Manela                | Gurb     | masia            |                                          | 41° 56′ 47″ N, 2° 15′ 13″ E / 41.9464399558858°N,2.25348022022052°E                                                     |                                                      |                       | Modifica les dades a Wikidata |
|        | Cal Capellà                 | Gurb     | masia            | 17th century                             | 41° 58′ 34″ N, 2° 16′ 24″ E / 41.9760452191329°N,2.27319505691638°E ca:Parròquia de Sant Esteve de Granollers           |                                                      |                       | Modifica les dades a Wikidata |
|        | Cal Monjo                   | Gurb     | masia            |                                          | 41° 57′ 20″ N, 2° 13′ 21″ E / 41.9556381529°N,2.22262812224696°E                                                        |                                                      |                       | Modifica les dades a Wikidata |
|        | Cal Tut                     | Gurb     | masia            |                                          | 41° 58′ 46″ N, 2° 16′ 35″ E / 41.9793252851608°N,2.27630821463666°E                                                     |                                                      |                       | Modifica les dades a Wikidata |
|        | Cal Vell                    | Gurb     | masia            |                                          | 41° 57′ 13″ N, 2° 14′ 00″ E / 41.9535934824757°N,2.23331917534465°E ca:Parròquia de Sant Andreu de Gurb                 |                                                      |                       | Modifica les dades a Wikidata |
|        | Can Barcons                 | Gurb     | masia            |                                          | 41° 56′ 42″ N, 2° 14′ 10″ E / 41.9450012524643°N,2.23604006623137°E                                                     |                                                      |                       | Modifica les dades a Wikidata |
|        | Can Barnoles                | Gurb     | masia            | 19th century                             | 41° 56′ 57″ N, 2° 13′ 54″ E / 41.9491516751396°N,2.23174362770635°E ca:Parròquia de Sant Andreu de Gurb                 |                                                      |                       | Modifica les dades a Wikidata |
|        | Can Baulenes                | Gurb     | masia            | 19th century                             | 41° 58′ 31″ N, 2° 13′ 40″ E / 41.9752436398911°N,2.22767636964112°E ca:Parròquia de Sant Andreu de Gurb                 |                                                      |                       | Modifica les dades a Wikidata |
|        | Can Borra                   | Gurb     | masia            | 19th century                             | 41° 57′ 09″ N, 2° 13′ 54″ E / 41.9523853705304°N,2.23178925493105°E ca:Parròquia de Sant Andreu de Gurb                 |                                                      |                       | Modifica les dades a Wikidata |
|        | Can Busanya                 | Gurb     | masia            |                                          | 41° 56′ 30″ N, 2° 14′ 36″ E / 41.9415461817847°N,2.24336771111672°E                                                     |                                                      |                       | Modifica les dades a Wikidata |
|        | Can Cadet                   | Gurb     | masia            | 18th century                             | 41° 56′ 09″ N, 2° 12′ 47″ E / 41.9359118456146°N,2.21312122778424°E ca:Parròquia de Sant Andreu de Gurb                 |                                                      |                       | Modifica les dades a Wikidata |
|        | Can Camprodon               | Gurb     | masia            |                                          | 41° 56′ 47″ N, 2° 13′ 11″ E / 41.9465028908496°N,2.21960234492498°E                                                     |                                                      |                       | Modifica les dades a Wikidata |
|        | Can Carabanxel              | Gurb     | masia            |                                          | 41° 58′ 57″ N, 2° 16′ 23″ E / 41.9824295376278°N,2.27297759717195°E                                                     |                                                      |                       | Modifica les dades a Wikidata |
|        | Can Cila                    | Gurb     | masia            |                                          | 41° 57′ 15″ N, 2° 13′ 51″ E / 41.9542979791899°N,2.23092166830313°E                                                     |                                                      |                       | Modifica les dades a Wikidata |
|        | Can Conill                  | Gurb     | masia            |                                          | 41° 59′ 28″ N, 2° 15′ 01″ E / 41.9911008456729°N,2.25025424565023°E                                                     |                                                      |                       | Modifica les dades a Wikidata |
|        | Can Cotrina                 | Gurb     | masia            |                                          | 41° 56′ 45″ N, 2° 10′ 43″ E / 41.945923662792°N,2.1784984910964°E                                                       |                                                      |                       | Modifica les dades a Wikidata |
|        | Can Delme                   | Gurb     | masia            |                                          | 41° 58′ 57″ N, 2° 16′ 13″ E / 41.9824751939449°N,2.27023689066057°E                                                     |                                                      |                       | Modifica les dades a Wikidata |
|        | Can Finestrelles            | Gurb     | masia            |                                          | 41° 56′ 30″ N, 2° 14′ 12″ E / 41.9415286445096°N,2.2366364452216°E                                                      |                                                      |                       | Modifica les dades a Wikidata |
|        | Can Gener                   | Gurb     | masia            |                                          | 41° 59′ 04″ N, 2° 16′ 00″ E / 41.9844063322498°N,2.26658126386008°E                                                     |                                                      |                       | Modifica les dades a Wikidata |
|        | Can Gitanet                 | Gurb     | masia            |                                          | 41° 56′ 06″ N, 2° 12′ 16″ E / 41.9350772417818°N,2.20441041088883°E                                                     |                                                      |                       | Modifica les dades a Wikidata |
|        | Can Guitarra                | Gurb     | masia            | 19th century                             | 41° 57′ 44″ N, 2° 16′ 16″ E / 41.9622422839771°N,2.27102292161824°E ca:Parròquia de Sant Esteve de Granollers           |                                                      |                       | Modifica les dades a Wikidata |
|        | Can Joan Xic                | Gurb     | masia            | 19th century                             | 41° 56′ 03″ N, 2° 13′ 42″ E / 41.9341771327944°N,2.22824440155317°E ca:Parròquia de Sant Andreu de Gurb                 |                                                      |                       | Modifica les dades a Wikidata |
|        | Can Jupeta                  | Gurb     | masia            |                                          | 41° 57′ 20″ N, 2° 13′ 30″ E / 41.9554564179981°N,2.22505563579592°E                                                     |                                                      |                       | Modifica les dades a Wikidata |
|        | Can Marín                   | Gurb     | masia            |                                          | 41° 56′ 52″ N, 2° 15′ 06″ E / 41.947760274546°N,2.25153445579889°E                                                      |                                                      |                       | Modifica les dades a Wikidata |
|        | Can Pantano                 | Gurb     | masia            |                                          | 41° 58′ 54″ N, 2° 14′ 20″ E / 41.9817854832362°N,2.23892007105755°E                                                     |                                                      |                       | Modifica les dades a Wikidata |
|        | Can Pedrera                 | Gurb     | masia            |                                          | 41° 58′ 27″ N, 2° 13′ 40″ E / 41.9742000123226°N,2.22784588522352°E                                                     |                                                      |                       | Modifica les dades a Wikidata |
|        | Can Plaça                   | Gurb     | masia            |                                          | 41° 58′ 35″ N, 2° 16′ 31″ E / 41.9763460012193°N,2.27518321193161°E                                                     |                                                      |                       | Modifica les dades a Wikidata |
|        | Can Puig-oriol              | Gurb     | masia            |                                          | 41° 58′ 55″ N, 2° 17′ 04″ E / 41.9819345100073°N,2.28449916185546°E                                                     |                                                      |                       | Modifica les dades a Wikidata |
|        | Can Pòlit                   | Gurb     | masia            |                                          | 41° 56′ 31″ N, 2° 14′ 20″ E / 41.9419401223146°N,2.23892363041117°E                                                     |                                                      |                       | Modifica les dades a Wikidata |
|        | Can Queló                   | Gurb     | masia            | Estil: arquitectura popular 19th century | 41° 57′ 36″ N, 2° 13′ 45″ E / 41.9598759°N,2.2292402°E ca:Parròquia de Sant Andreu de Gurb                              | bé integrant del patrimoni cultural català           |                       | Modifica les dades a Wikidata |
|        | Can Rabasseta               | Gurb     | masia            |                                          | 41° 57′ 35″ N, 2° 13′ 50″ E / 41.9597709116041°N,2.23045764882143°E                                                     |                                                      |                       | Modifica les dades a Wikidata |
|        | Can Rel                     | Gurb     | masia            | 18th century                             | 41° 58′ 18″ N, 2° 17′ 47″ E / 41.9715779124856°N,2.29632226089229°E ca:Parròquia de Sant Esteve de Granollers           |                                                      |                       | Modifica les dades a Wikidata |
|        | Can Roca                    | Gurb     | masia            |                                          | 41° 58′ 47″ N, 2° 16′ 06″ E / 41.9796612002301°N,2.26820491935659°E                                                     |                                                      |                       | Modifica les dades a Wikidata |
|        | Can Salvi                   | Gurb     | masia            |                                          | 41° 57′ 22″ N, 2° 15′ 05″ E / 41.9559731715436°N,2.25135389995447°E                                                     |                                                      |                       | Modifica les dades a Wikidata |
|        | Can Santpare                | Gurb     | masia            |                                          | 41° 57′ 18″ N, 2° 15′ 05″ E / 41.9549919144526°N,2.25142571474399°E                                                     |                                                      |                       | Modifica les dades a Wikidata |
|        | Can Santpau                 | Gurb     | masia            |                                          | 41° 58′ 54″ N, 2° 14′ 47″ E / 41.9816637415678°N,2.24640563207534°E                                                     |                                                      |                       | Modifica les dades a Wikidata |
|        | Can Sarí                    | Gurb     | masia            |                                          | 41° 58′ 33″ N, 2° 14′ 13″ E / 41.9759221°N,2.2368078°E                                                                  | bé integrant del patrimoni cultural català           |                       | Modifica les dades a Wikidata |
|        | Can Sila                    | Gurb     | masia            |                                          | 41° 57′ 58″ N, 2° 13′ 31″ E / 41.9661489507957°N,2.22530017694838°E ca:Parròquia de Sant Andreu de Gurb                 |                                                      |                       | Modifica les dades a Wikidata |
|        | Can Tona                    | Gurb     | masia            |                                          | 41° 56′ 08″ N, 2° 13′ 37″ E / 41.9356362580872°N,2.22691200190691°E                                                     |                                                      |                       | Modifica les dades a Wikidata |
|        | Can Torrentó                | Gurb     | masia            |                                          | 41° 57′ 19″ N, 2° 13′ 51″ E / 41.9553158912762°N,2.23094562852321°E                                                     |                                                      |                       | Modifica les dades a Wikidata |
|        | Can Trumfa                  | Gurb     | masia            |                                          | 41° 57′ 49″ N, 2° 16′ 32″ E / 41.9637031864413°N,2.27557995120675°E                                                     |                                                      |                       | Modifica les dades a Wikidata |
|        | Can Vila-seca               | Gurb     | masia            |                                          | 41° 57′ 20″ N, 2° 13′ 58″ E / 41.9554632503331°N,2.23277791889834°E                                                     |                                                      |                       | Modifica les dades a Wikidata |
|        | Can Vilaró                  | Gurb     | masia            |                                          | 41° 56′ 10″ N, 2° 11′ 23″ E / 41.9360994728209°N,2.1895969747704°E                                                      |                                                      |                       | Modifica les dades a Wikidata |
|        | Can Vilà                    | Gurb     | masia            |                                          | 41° 58′ 25″ N, 2° 13′ 33″ E / 41.9737460450472°N,2.2259685037945°E                                                      |                                                      |                       | Modifica les dades a Wikidata |
|        | Can Violi                   | Gurb     | masia            |                                          | 41° 57′ 03″ N, 2° 14′ 13″ E / 41.9507993774173°N,2.23706877806682°E                                                     |                                                      |                       | Modifica les dades a Wikidata |
|        | Cap del Pla                 | Gurb     | masia            |                                          | 41° 58′ 33″ N, 2° 13′ 48″ E / 41.9757632930923°N,2.22995132633901°E                                                     |                                                      |                       | Modifica les dades a Wikidata |
|        | Carboneres                  | Gurb     | masia            |                                          | 41° 58′ 10″ N, 2° 17′ 24″ E / 41.9693136677245°N,2.2898903579101°E                                                      |                                                      |                       | Modifica les dades a Wikidata |
|        | Casa Nova de l'Argila       | Gurb     | masia            | Estil: arquitectura popular              | 41° 58′ 31″ N, 2° 13′ 22″ E / 41.9753048°N,2.2226572°E                                                                  | bé integrant del patrimoni cultural català           |                       | Modifica les dades a Wikidata |
|        | Casa Nova del Puig          | Gurb     | masia            | Estil: arquitectura popular              | 41° 57′ 29″ N, 2° 13′ 36″ E / 41.9579861°N,2.2267894°E ca:Parròquia de Sant Andreu de Gurb                              | bé integrant del patrimoni cultural català           |                       | Modifica les dades a Wikidata |
|        | Casa de Dalt                | Gurb     | masia            | 19th century                             | 41° 57′ 15″ N, 2° 14′ 04″ E / 41.9541240381227°N,2.23454354308168°E ca:Parròquia de Sant Andreu de Gurb                 |                                                      |                       | Modifica les dades a Wikidata |
|        | Casal de Mont-ral           | Gurb     | masia casa forta | Estil: arquitectura popular              | 41° 57′ 13″ N, 2° 14′ 46″ E / 41.953601°N,2.246047°E                                                                    | bé d'interès cultural bé cultural d'interès nacional |                       | Modifica les dades a Wikidata |
|        | Casanova de Font Salada     | Gurb     | masia            |                                          | 41° 56′ 01″ N, 2° 10′ 38″ E / 41.9336521873201°N,2.17728845966166°E                                                     |                                                      |                       | Modifica les dades a Wikidata |
|        | Cases d'Amunt               | Gurb     | masia            |                                          | 41° 58′ 15″ N, 2° 14′ 04″ E / 41.9707760669736°N,2.23435627088832°E                                                     |                                                      |                       | Modifica les dades a Wikidata |
|        | Cases d'Avall               | Gurb     | masia            |                                          | 41° 58′ 12″ N, 2° 14′ 08″ E / 41.9699373929043°N,2.23554906968707°E                                                     |                                                      |                       | Modifica les dades a Wikidata |
|        | Caseta de Masferrer         | Gurb     | masia            |                                          | 41° 57′ 58″ N, 2° 15′ 17″ E / 41.9662004769945°N,2.25485463883551°E                                                     |                                                      |                       | Modifica les dades a Wikidata |
|        | Caseta de Sant Vicenç       | Gurb     | masia            | 19th century                             | 41° 58′ 19″ N, 2° 11′ 25″ E / 41.9719504551379°N,2.19024097189693°E ca:Parròquia de Sant Cristòfol de Vespella          |                                                      |                       | Modifica les dades a Wikidata |
|        | Caseta de la Codina         | Gurb     | masia            |                                          | 41° 58′ 58″ N, 2° 12′ 58″ E / 41.9826938384475°N,2.21597371265571°E ca:Parròquia de Sant Andreu de Gurb                 |                                                      |                       | Modifica les dades a Wikidata |
|        | Caseta de la Pujada         | Gurb     | masia            |                                          | 41° 56′ 31″ N, 2° 11′ 04″ E / 41.9420083220823°N,2.18457605914451°E                                                     |                                                      |                       | Modifica les dades a Wikidata |
|        | Caseta de les Fonts         | Gurb     | masia            |                                          | 41° 58′ 58″ N, 2° 15′ 55″ E / 41.9827235069493°N,2.2653934418664°E                                                      |                                                      |                       | Modifica les dades a Wikidata |
|        | Caseta del Riquer           | Gurb     | masia            |                                          | 41° 58′ 55″ N, 2° 14′ 17″ E / 41.9819148868382°N,2.23806147525012°E                                                     |                                                      |                       | Modifica les dades a Wikidata |
|        | Caseta dels Plans           | Gurb     | masia            |                                          | 41° 56′ 32″ N, 2° 12′ 51″ E / 41.9420891574715°N,2.21425164538556°E                                                     |                                                      |                       | Modifica les dades a Wikidata |
|        | Caseta dels Saits           | Gurb     | masia            |                                          | 41° 57′ 50″ N, 2° 13′ 51″ E / 41.9639893180105°N,2.23094993796101°E                                                     |                                                      |                       | Modifica les dades a Wikidata |
|        | Caseta dels Vinyets         | Gurb     | masia            |                                          | 41° 56′ 39″ N, 2° 14′ 03″ E / 41.9441966742684°N,2.23424006059565°E                                                     |                                                      |                       | Modifica les dades a Wikidata |
|        | Casetes del Reixac          | Gurb     | masia            |                                          | 41° 57′ 47″ N, 2° 16′ 37″ E / 41.9630817419745°N,2.27701097342563°E                                                     |                                                      |                       | Modifica les dades a Wikidata |
|        | Casovers                    | Gurb     | masia            |                                          | 41° 56′ 53″ N, 2° 14′ 04″ E / 41.9479629299064°N,2.23446041268806°E                                                     |                                                      |                       | Modifica les dades a Wikidata |
|        | Creu Baixa                  | Gurb     | masia            |                                          | 41° 57′ 45″ N, 2° 15′ 47″ E / 41.9625068805879°N,2.26309153360417°E                                                     |                                                      |                       | Modifica les dades a Wikidata |
|        | Fogonella                   | Gurb     | masia            | 19th century                             | 41° 57′ 41″ N, 2° 15′ 13″ E / 41.96125°N,2.25367°E ca:Parròquia de Sant Andreu de Gurb                                  |                                                      |                       | Modifica les dades a Wikidata |
|        | Font Salada                 | Gurb     | masia            | 19th century                             | 41° 56′ 13″ N, 2° 10′ 16″ E / 41.9368942020409°N,2.17097419811512°E ca:Parròquia de Sant Julià Sassorba                 |                                                      |                       | Modifica les dades a Wikidata |
|        | Garrigons                   | Gurb     | masia            |                                          | 41° 56′ 58″ N, 2° 13′ 13″ E / 41.9495058765256°N,2.22015690542036°E                                                     |                                                      |                       | Modifica les dades a Wikidata |
|        | Martinencs                  | Gurb     | masia            |                                          | 41° 57′ 17″ N, 2° 14′ 55″ E / 41.9547836354369°N,2.24849609590049°E ca:Parròquia de Sant Andreu de Gurb                 |                                                      |                       | Modifica les dades a Wikidata |
|        | Mas Baranera                | Gurb     | masia            |                                          | 41° 56′ 31″ N, 2° 13′ 33″ E / 41.9418883975169°N,2.22579900783446°E ca:Parròquia de Sant Andreu de Gurb                 |                                                      |                       | Modifica les dades a Wikidata |
|        | Mas Boix                    | Gurb     | masia            |                                          | 41° 58′ 09″ N, 2° 14′ 55″ E / 41.9692401618722°N,2.24862791740646°E                                                     |                                                      |                       | Modifica les dades a Wikidata |
|        | Mas Campdelacreu            | Gurb     | masia            |                                          | 41° 57′ 52″ N, 2° 15′ 52″ E / 41.9645052507503°N,2.2643235681993°E                                                      |                                                      |                       | Modifica les dades a Wikidata |
|        | Mas Carboneres              | Gurb     | masia            |                                          | 41° 58′ 10″ N, 2° 17′ 24″ E / 41.9693136677245°N,2.2898903579101°E                                                      |                                                      |                       | Modifica les dades a Wikidata |
|        | Mas Carous                  | Gurb     | masia            |                                          | 41° 58′ 30″ N, 2° 16′ 58″ E / 41.9750333236281°N,2.28271764747°E                                                        |                                                      |                       | Modifica les dades a Wikidata |
|        | Mas Comes                   | Gurb     | masia            |                                          | 41° 59′ 15″ N, 2° 12′ 06″ E / 41.9875675602482°N,2.20176523193989°E                                                     |                                                      |                       | Modifica les dades a Wikidata |
|        | Mas Falgueres               | Gurb     | masia            |                                          | 41° 56′ 43″ N, 2° 13′ 19″ E / 41.945325610543°N,2.2219371472338°E                                                       |                                                      |                       | Modifica les dades a Wikidata |
|        | Mas Favar                   | Gurb     | masia            |                                          | 41° 57′ 35″ N, 2° 14′ 32″ E / 41.9596959057226°N,2.24219973992152°E                                                     |                                                      |                       | Modifica les dades a Wikidata |
|        | Mas Galí                    | Gurb     | masia            |                                          | 41° 56′ 41″ N, 2° 14′ 46″ E / 41.9446993036967°N,2.2462258307587°E                                                      |                                                      |                       | Modifica les dades a Wikidata |
|        | Mas Guitard                 | Gurb     | masia            |                                          | 41° 58′ 31″ N, 2° 16′ 18″ E / 41.9752519080781°N,2.2716591240826°E                                                      |                                                      |                       | Modifica les dades a Wikidata |
|        | Mas Juliana                 | Gurb     | masia            |                                          | 41° 57′ 34″ N, 2° 14′ 56″ E / 41.9593351979063°N,2.24898562968605°E                                                     |                                                      |                       | Modifica les dades a Wikidata |
|        | Mas Martí                   | Gurb     | masia            | 18th century                             | 41° 57′ 39″ N, 2° 10′ 21″ E / 41.9609344842103°N,2.17243651952377°E ca:Parròquia de Sant Julià Sassorba                 |                                                      |                       | Modifica les dades a Wikidata |
|        | Mas Muntaner                | Gurb     | masia            | 19th century                             | 41° 57′ 18″ N, 2° 15′ 03″ E / 41.95498°N,2.25085°E ca:Parròquia de Sant Andreu de Gurb                                  |                                                      |                       | Modifica les dades a Wikidata |
|        | Mas Puigllong               | Gurb     | masia            |                                          | 41° 58′ 42″ N, 2° 14′ 45″ E / 41.9784633118162°N,2.24593640531903°E                                                     |                                                      |                       | Modifica les dades a Wikidata |
|        | Mas Pujol                   | Gurb     | masia            |                                          | 41° 56′ 41″ N, 2° 14′ 19″ E / 41.944676654702°N,2.23869805773362°E                                                      |                                                      |                       | Modifica les dades a Wikidata |
|        | Mas Ramon                   | Gurb     | masia            |                                          | 41° 58′ 09″ N, 2° 11′ 09″ E / 41.969090792996°N,2.18577554533684°E                                                      |                                                      |                       | Modifica les dades a Wikidata |
|        | Mas Solà                    | Gurb     | masia            |                                          | 41° 57′ 20″ N, 2° 16′ 11″ E / 41.9554245450671°N,2.26965267837211°E                                                     |                                                      |                       | Modifica les dades a Wikidata |
|        | Mas Torre Prima             | Gurb     | masia            |                                          | 41° 57′ 30″ N, 2° 14′ 26″ E / 41.9584064583239°N,2.24061013898211°E                                                     |                                                      |                       | Modifica les dades a Wikidata |
|        | Mas Vila                    | Gurb     | masia            |                                          | 41° 57′ 52″ N, 2° 16′ 21″ E / 41.9645296807225°N,2.27239672514053°E                                                     |                                                      |                       | Modifica les dades a Wikidata |
|        | Mas Vilanera                | Gurb     | masia            |                                          | 41° 58′ 51″ N, 2° 13′ 01″ E / 41.9808724881061°N,2.21699794915968°E                                                     |                                                      |                       | Modifica les dades a Wikidata |
|        | Masferrer                   | Gurb     | masia            |                                          | 41° 57′ 45″ N, 2° 15′ 30″ E / 41.9626109652568°N,2.25827537982219°E ca:Parròquia de Sant Esteve de Granollers           |                                                      |                       | Modifica les dades a Wikidata |
|        | Mont-ral                    | Gurb     | masia            |                                          | 41° 57′ 07″ N, 2° 14′ 39″ E / 41.9519625608231°N,2.24407705083133°E ca:Parròquia de Sant Andreu de Gurb                 |                                                      |                       | Modifica les dades a Wikidata |
|        | Muntadella                  | Gurb     | masia            |                                          | 41° 59′ 01″ N, 2° 12′ 14″ E / 41.9837093094083°N,2.20386558734289°E                                                     |                                                      |                       | Modifica les dades a Wikidata |
|        | Oms                         | Gurb     | masia            | Estil: arquitectura popular              | 41° 57′ 50″ N, 2° 14′ 30″ E / 41.9638861°N,2.2417423°E                                                                  | bé integrant del patrimoni cultural català           |                       | Modifica les dades a Wikidata |
|        | Pla Xic                     | Gurb     | masia            |                                          | 41° 57′ 02″ N, 2° 13′ 34″ E / 41.9505373423625°N,2.22617696554594°E                                                     |                                                      |                       | Modifica les dades a Wikidata |
|        | Pla de la Sala              | Gurb     | masia            | Estil: arquitectura popular 18th century | 41° 58′ 21″ N, 2° 17′ 22″ E / 41.9723956°N,2.2893512°E ca:Ctra. C-153, km 5 453 msnm                                    | bé integrant del patrimoni cultural català           | Pla de la Sala        | Modifica les dades a Wikidata |
|        | Pradell                     | Gurb     | masia            | Estil: arquitectura eclèctica            | 41° 58′ 31″ N, 2° 15′ 34″ E / 41.975359°N,2.2594696°E                                                                   | bé integrant del patrimoni cultural català           |                       | Modifica les dades a Wikidata |
|        | Prixana                     | Gurb     | masia            | Estil: arquitectura popular 18th century | 41° 56′ 55″ N, 2° 14′ 23″ E / 41.9485618°N,2.2397643°E ca:Parròquia de Sant Andreu de Gurb                              | bé integrant del patrimoni cultural català           |                       | Modifica les dades a Wikidata |
|        | Prixana d'Avall             | Gurb     | masia            | Estil: arquitectura popular              | 41° 56′ 52″ N, 2° 14′ 35″ E / 41.94776°N,2.243006°E                                                                     | bé integrant del patrimoni cultural català           |                       | Modifica les dades a Wikidata |
|        | Prixana de Dalt             | Gurb     | masia            |                                          | 41° 56′ 56″ N, 2° 14′ 30″ E / 41.9489568305146°N,2.24172369896554°E                                                     |                                                      |                       | Modifica les dades a Wikidata |
|        | Puig                        | Gurb     | masia            | Estil: arquitectura popular              | 41° 57′ 30″ N, 2° 13′ 12″ E / 41.9583909°N,2.2200513°E ca:Parròquia de Sant Andreu de Gurb                              | bé integrant del patrimoni cultural català           |                       | Modifica les dades a Wikidata |
|        | Puigllong                   | Gurb     | masia            |                                          | 41° 58′ 42″ N, 2° 14′ 45″ E / 41.9784633118162°N,2.24593640531903°E                                                     |                                                      |                       | Modifica les dades a Wikidata |
|        | Roca de Gurri               | Gurb     | masia            |                                          | 41° 58′ 06″ N, 2° 17′ 04″ E / 41.9683341664769°N,2.28444620999241°E ca:Parròquia de Sant Esteve de Granollers           |                                                      |                       | Modifica les dades a Wikidata |
|        | Sant Crist del Pradell      | Gurb     | masia            | 20th century                             | 41° 58′ 31″ N, 2° 15′ 35″ E / 41.97534°N,2.25978°E ca:Parròquia de Sant Esteve de Granollers                            |                                                      |                       | Modifica les dades a Wikidata |
|        | Sant Miquel del Soler       | Gurb     | masia            | 19th century                             | 41° 56′ 34″ N, 2° 13′ 48″ E / 41.94265°N,2.22995°E ca:Parròquia de Sant Andreu de Gurb                                  |                                                      |                       | Modifica les dades a Wikidata |
|        | Sant Pau dels Felius        | Gurb     | masia            | 19th century                             | 41° 58′ 49″ N, 2° 14′ 28″ E / 41.9802°N,2.24111°E ca:Parròquia de Sant Esteve de Granollers                             |                                                      |                       | Modifica les dades a Wikidata |
|        | Serra Blanca                | Gurb     | masia            |                                          | 41° 59′ 13″ N, 2° 12′ 22″ E / 41.9869846324144°N,2.20602190787659°E                                                     |                                                      |                       | Modifica les dades a Wikidata |
|        | Serra de l'Om               | Gurb     | masia            |                                          | 41° 57′ 49″ N, 2° 12′ 41″ E / 41.9636855915612°N,2.21140384236545°E                                                     |                                                      |                       | Modifica les dades a Wikidata |
|        | Serrajoana                  | Gurb     | masia            |                                          | 41° 58′ 21″ N, 2° 12′ 22″ E / 41.9725918921339°N,2.2059955094999°E                                                      |                                                      |                       | Modifica les dades a Wikidata |
|        | Sobre-riba                  | Gurb     | masia            | Estil: arquitectura popular              | 41° 58′ 18″ N, 2° 16′ 00″ E / 41.9716499°N,2.2667299°E ca:Parròquia de Sant Esteve de Granollers                        | bé integrant del patrimoni cultural català           |                       | Modifica les dades a Wikidata |
|        | Sol i Vent                  | Gurb     | masia            |                                          | 41° 57′ 26″ N, 2° 15′ 44″ E / 41.9570876193901°N,2.26211625100683°E                                                     |                                                      |                       | Modifica les dades a Wikidata |
|        | Terrers                     | Gurb     | masia            |                                          | 41° 57′ 14″ N, 2° 13′ 24″ E / 41.9537701495216°N,2.22342303878185°E                                                     |                                                      |                       | Modifica les dades a Wikidata |
|        | Teuleria de Serramitja      | Gurb     | masia            |                                          | 41° 59′ 25″ N, 2° 11′ 46″ E / 41.990179858615°N,2.1960385945092°E                                                       |                                                      |                       | Modifica les dades a Wikidata |
|        | Torre Canal                 | Gurb     | masia            |                                          | 41° 57′ 38″ N, 2° 15′ 05″ E / 41.960428°N,2.2514128°E ca:Parròquia de Sant Andreu de Gurb                               | bé integrant del patrimoni cultural català           |                       | Modifica les dades a Wikidata |
|        | Turó de l'Osona             | Gurb     | masia            |                                          | 41° 56′ 03″ N, 2° 14′ 09″ E / 41.9343°N,2.23572°E ca:Parròquia de Sant Andreu de Gurb                                   |                                                      |                       | Modifica les dades a Wikidata |
|        | València                    | Gurb     | masia            | Estil: arquitectura popular 17th century | 41° 56′ 27″ N, 2° 10′ 39″ E / 41.940928°N,2.1775841°E ca:Parròquia de Sant Julià Sassorba                               | bé integrant del patrimoni cultural català           |                       | Modifica les dades a Wikidata |
|        | Vila-seina                  | Gurb     | masia            |                                          | 41° 58′ 50″ N, 2° 14′ 41″ E / 41.9804729407918°N,2.24474181515587°E                                                     |                                                      |                       | Modifica les dades a Wikidata |
|        | Vilafreser                  | Gurb     | masia            |                                          | 41° 56′ 44″ N, 2° 12′ 45″ E / 41.9455447777043°N,2.21250814438854°E ca:Parròquia de Sant Andreu de Gurb                 |                                                      |                       | Modifica les dades a Wikidata |
|        | Vilagelans                  | Gurb     | masia            |                                          | 41° 58′ 35″ N, 2° 17′ 13″ E / 41.9765°N,2.28683°E ca:Parròquia de Sant Esteve de Granollers                             |                                                      |                       | Modifica les dades a Wikidata |
|        | Xalet del Dacs              | Gurb     | masia            | 20th century                             | 41° 57′ 22″ N, 2° 15′ 05″ E / 41.95612°N,2.25146°E ca:Parròquia de Sant Andreu de Gurb                                  |                                                      |                       | Modifica les dades a Wikidata |
|        | el Bacs                     | Gurb     | masia            |                                          | 41° 58′ 08″ N, 2° 11′ 36″ E / 41.9687658794177°N,2.19333468610492°E ca:Parròquia de Sant Cristòfol de Vespella          |                                                      |                       | Modifica les dades a Wikidata |
|        | el Berenguer                | Gurb     | masia            |                                          | 41° 58′ 09″ N, 2° 14′ 30″ E / 41.9690685332259°N,2.24170246083337°E                                                     |                                                      |                       | Modifica les dades a Wikidata |
|        | el Borrell                  | Gurb     | masia            |                                          | 41° 57′ 27″ N, 2° 11′ 16″ E / 41.9573787244252°N,2.18783116931122°E                                                     |                                                      |                       | Modifica les dades a Wikidata |
|        | el Borrelló                 | Gurb     | masia            | 19th century                             | 41° 57′ 40″ N, 2° 11′ 21″ E / 41.9610187327954°N,2.18929334933048°E ca:Parròquia de Sant Julià Sassorba                 |                                                      |                       | Modifica les dades a Wikidata |
|        | el Boscàs                   | Gurb     | masia            |                                          | 41° 58′ 13″ N, 2° 12′ 44″ E / 41.9701585966179°N,2.21231366022214°E                                                     |                                                      |                       | Modifica les dades a Wikidata |
|        | el Bosquetó                 | Gurb     | masia            |                                          | 41° 57′ 18″ N, 2° 15′ 28″ E / 41.9549432147381°N,2.25779718877604°E                                                     |                                                      |                       | Modifica les dades a Wikidata |
|        | el Campó                    | Gurb     | masia            |                                          | 41° 57′ 58″ N, 2° 16′ 02″ E / 41.9661273770479°N,2.26728575597392°E                                                     |                                                      |                       | Modifica les dades a Wikidata |
|        | el Casal                    | Gurb     | masia            | 20th century                             | 41° 57′ 18″ N, 2° 13′ 20″ E / 41.9549320963813°N,2.22210579454253°E ca:Parròquia de Sant Andreu de Gurb                 |                                                      |                       | Modifica les dades a Wikidata |
|        | el Coll                     | Gurb     | masia            |                                          | 41° 57′ 28″ N, 2° 11′ 03″ E / 41.9577227281822°N,2.18426715141602°E ca:Parròquia de Sant Julià Sassorba                 |                                                      |                       | Modifica les dades a Wikidata |
|        | el Dacs                     | Gurb     | masia            | Estil: arquitectura popular 18th century | 41° 57′ 10″ N, 2° 14′ 49″ E / 41.952777777777776°N,2.2469444444444444°E ca:Parròquia de Sant Andreu de Gurb 482 msnm    | bé integrant del patrimoni cultural català           | El Dacs               | Modifica les dades a Wikidata |
|        | el Feliuets                 | Gurb     | masia            |                                          | 41° 56′ 58″ N, 2° 13′ 22″ E / 41.9494332429801°N,2.22272764786611°E                                                     |                                                      |                       | Modifica les dades a Wikidata |
|        | el Felius                   | Gurb     | masia            | Estil: arquitectura eclèctica            | 41° 58′ 49″ N, 2° 14′ 27″ E / 41.980353°N,2.2408348°E                                                                   | bé integrant del patrimoni cultural català           | Mas els Felius (Gurb) | Modifica les dades a Wikidata |
|        | el Ferrer                   | Gurb     | masia            |                                          | 41° 59′ 00″ N, 2° 17′ 09″ E / 41.9834011480154°N,2.28571403268725°E                                                     |                                                      |                       | Modifica les dades a Wikidata |
|        | el Forner de la Cabra       | Gurb     | masia            |                                          | 41° 57′ 27″ N, 2° 15′ 49″ E / 41.9575115011043°N,2.26360761860047°E                                                     |                                                      |                       | Modifica les dades a Wikidata |
|        | el Gornal                   | Gurb     | masia            |                                          | 41° 56′ 10″ N, 2° 14′ 01″ E / 41.9361771086437°N,2.23369669125898°E                                                     |                                                      |                       | Modifica les dades a Wikidata |
|        | el Grau                     | Gurb     | masia            |                                          | 41° 56′ 46″ N, 2° 10′ 20″ E / 41.9460187060285°N,2.17232784714761°E                                                     |                                                      |                       | Modifica les dades a Wikidata |
|        | el Güell                    | Gurb     | masia            |                                          | 41° 56′ 20″ N, 2° 13′ 06″ E / 41.93899694479°N,2.2183951961529°E                                                        |                                                      |                       | Modifica les dades a Wikidata |
|        | el Jovell                   | Gurb     | masia            |                                          | 41° 57′ 10″ N, 2° 13′ 43″ E / 41.9526610476385°N,2.22857647670264°E ca:Parròquia de Sant Andreu de Gurb                 |                                                      |                       | Modifica les dades a Wikidata |
|        | el Julià                    | Gurb     | masia            | 19th century                             | 41° 56′ 34″ N, 2° 10′ 56″ E / 41.9426762076452°N,2.18223924126518°E ca:Parròquia de Sant Julià Sassorba                 |                                                      |                       | Modifica les dades a Wikidata |
|        | el Maiolar                  | Gurb     | masia            |                                          | 41° 58′ 44″ N, 2° 15′ 39″ E / 41.9789467346909°N,2.26071723219854°E                                                     |                                                      |                       | Modifica les dades a Wikidata |
|        | el Maset                    | Gurb     | masia            |                                          | 41° 56′ 14″ N, 2° 13′ 54″ E / 41.9373°N,2.2316°E ca:Parròquia de Sant Andreu de Gurb                                    |                                                      |                       | Modifica les dades a Wikidata |
|        | el Mateu                    | Gurb     | masia            | Estil: arquitectura popular 17th century | 41° 57′ 36″ N, 2° 15′ 59″ E / 41.960083°N,2.266392°E ca:Ctra. Manlleu-Vic 471 msnm                                      | bé integrant del patrimoni cultural català           | El Mateu              | Modifica les dades a Wikidata |
|        | el Moracuc                  | Gurb     | masia            |                                          | 41° 57′ 34″ N, 2° 15′ 35″ E / 41.9594675195296°N,2.25965126842069°E                                                     |                                                      |                       | Modifica les dades a Wikidata |
|        | el Noguer                   | Gurb     | masia            |                                          | 41° 58′ 35″ N, 2° 16′ 44″ E / 41.9764961018674°N,2.27899568708014°E ca:Parròquia de Sant Esteve de Granollers           |                                                      |                       | Modifica les dades a Wikidata |
|        | el Nogueró                  | Gurb     | masia            |                                          | 41° 58′ 38″ N, 2° 16′ 12″ E / 41.977132967093°N,2.27003234019279°E ca:Parròquia de Sant Esteve de Granollers            |                                                      |                       | Modifica les dades a Wikidata |
|        | el Pasqual                  | Gurb     | masia            |                                          | 41° 57′ 37″ N, 2° 13′ 59″ E / 41.9602569016683°N,2.23309449656632°E                                                     |                                                      |                       | Modifica les dades a Wikidata |
|        | el Picó                     | Gurb     | masia            |                                          | 41° 58′ 19″ N, 2° 17′ 07″ E / 41.9720767734818°N,2.28522503693429°E ca:Parròquia de Sant Esteve de Granollers           |                                                      |                       | Modifica les dades a Wikidata |
|        | el Pla                      | Gurb     | masia            | Estil: arquitectura popular 18th century | 41° 56′ 47″ N, 2° 11′ 05″ E / 41.9462649°N,2.1846093°E ca:Parròquia de Sant Julià Sassorba                              | bé integrant del patrimoni cultural català           |                       | Modifica les dades a Wikidata |
|        | el Pla de Vespella          | Gurb     | masia            |                                          | 41° 57′ 59″ N, 2° 12′ 41″ E / 41.9663962749028°N,2.21135834406914°E                                                     |                                                      |                       | Modifica les dades a Wikidata |
|        | el Portell                  | Gurb     | masia            | Estil: arquitectura popular              | 41° 57′ 05″ N, 2° 11′ 43″ E / 41.9514373°N,2.195185°E ca:Parròquia de Sant Julià Sassorba                               | bé integrant del patrimoni cultural català           |                       | Modifica les dades a Wikidata |
|        | el Pradell de l'Alzina      | Gurb     | masia            |                                          | 41° 59′ 07″ N, 2° 13′ 20″ E / 41.98532162554°N,2.22227918255163°E ca:Parròquia de Sant Andreu de Gurb                   |                                                      |                       | Modifica les dades a Wikidata |
|        | el Pujol                    | Gurb     | masia            |                                          | 41° 57′ 19″ N, 2° 14′ 12″ E / 41.955173778758°N,2.23664255684959°E ca:Parròquia de Sant Andreu de Gurb                  |                                                      |                       | Modifica les dades a Wikidata |
|        | el Purgatori                | Gurb     | masia            |                                          | 41° 55′ 54″ N, 2° 13′ 17″ E / 41.93166341569°N,2.22144777804434°E                                                       |                                                      |                       | Modifica les dades a Wikidata |
|        | el Quer                     | Gurb     | masia            | Estil: arquitectura popular              | 41° 57′ 38″ N, 2° 14′ 18″ E / 41.960647°N,2.238253°E                                                                    | bé integrant del patrimoni cultural català           |                       | Modifica les dades a Wikidata |
|        | el Reguer Xic               | Gurb     | masia            | 17th century                             | 41° 57′ 56″ N, 2° 17′ 14″ E / 41.9656852011163°N,2.28717911735836°E ca:Parròquia de Sant Esteve de Granollers           |                                                      |                       | Modifica les dades a Wikidata |
|        | el Reixach                  | Gurb     | masia            | Estil: arquitectura popular              | 41° 57′ 40″ N, 2° 16′ 49″ E / 41.961111111111°N,2.2802777777778°E ca:Granollers de la Plana                             | bé integrant del patrimoni cultural català           |                       | Modifica les dades a Wikidata |
|        | el Ricard                   | Gurb     | masia            |                                          | 41° 57′ 20″ N, 2° 16′ 05″ E / 41.9554411898007°N,2.26802355073225°E                                                     |                                                      |                       | Modifica les dades a Wikidata |
|        | el Riquer                   | Gurb     | masia            |                                          | 41° 58′ 43″ N, 2° 14′ 01″ E / 41.9787157285685°N,2.23373006146167°E ca:Parròquia de Sant Andreu de Gurb                 |                                                      |                       | Modifica les dades a Wikidata |
|        | el Romeu                    | Gurb     | masia            |                                          | 41° 56′ 50″ N, 2° 12′ 43″ E / 41.9472788601681°N,2.21189563485402°E                                                     |                                                      |                       | Modifica les dades a Wikidata |
|        | el Rossell                  | Gurb     | masia            | Estil: arquitectura eclèctica            | 41° 58′ 59″ N, 2° 16′ 33″ E / 41.9829205°N,2.2757747°E ca:Parròquia de Sant Esteve de Granollers                        | bé integrant del patrimoni cultural català           |                       | Modifica les dades a Wikidata |
|        | el Serradal                 | Gurb     | masia            |                                          | 41° 58′ 26″ N, 2° 16′ 33″ E / 41.9738464501892°N,2.27586331634136°E                                                     |                                                      |                       | Modifica les dades a Wikidata |
|        | el Serrat de la Comella     | Gurb     | masia            |                                          | 41° 58′ 40″ N, 2° 16′ 01″ E / 41.9778606195507°N,2.26690985744293°E                                                     |                                                      |                       | Modifica les dades a Wikidata |
|        | el Sitjar                   | Gurb     | masia            |                                          | 41° 57′ 26″ N, 2° 13′ 10″ E / 41.9573270876202°N,2.21933756204402°E                                                     |                                                      |                       | Modifica les dades a Wikidata |
|        | el Soler                    | Gurb     | masia            |                                          | 41° 56′ 34″ N, 2° 13′ 48″ E / 41.9429155588792°N,2.2298762198286°E ca:Parròquia de Sant Andreu de Gurb                  |                                                      |                       | Modifica les dades a Wikidata |
|        | el Verdeguer                | Gurb     | masia            |                                          | 41° 56′ 53″ N, 2° 12′ 48″ E / 41.947969817717°N,2.2134597275212°E                                                       |                                                      |                       | Modifica les dades a Wikidata |
|        | el Vespelló                 | Gurb     | masia            | 18th century                             | 41° 58′ 01″ N, 2° 11′ 19″ E / 41.9670486257668°N,2.18864968648712°E ca:Parròquia de Sant Cristòfol de Vespella          |                                                      |                       | Modifica les dades a Wikidata |
|        | el Vidal                    | Gurb     | masia            |                                          | 41° 58′ 05″ N, 2° 17′ 05″ E / 41.9679399322403°N,2.28477647328368°E ca:Parròquia de Sant Esteve de Granollers           |                                                      |                       | Modifica les dades a Wikidata |
|        | el Vilar de Palau           | Gurb     | masia            |                                          | 41° 59′ 10″ N, 2° 15′ 02″ E / 41.9861942782982°N,2.25056533194629°E ca:Parròquia de Sant Esteve de Granollers           |                                                      |                       | Modifica les dades a Wikidata |
|        | els Estudis                 | Gurb     | masia            |                                          | 41° 58′ 16″ N, 2° 12′ 35″ E / 41.9711133140941°N,2.20969496211842°E ca:Parròquia de Sant Cristòfol de Vespella 567 msnm |                                                      |                       | Modifica les dades a Wikidata |
|        | els Perers                  | Gurb     | masia            |                                          | 41° 58′ 12″ N, 2° 14′ 16″ E / 41.9700864450311°N,2.23764728632286°E                                                     |                                                      |                       | Modifica les dades a Wikidata |
|        | els Plans                   | Gurb     | masia            |                                          | 41° 56′ 29″ N, 2° 12′ 44″ E / 41.9414258519652°N,2.21208835129074°E ca:Parròquia de Sant Andreu de Gurb                 |                                                      |                       | Modifica les dades a Wikidata |
|        | els Saits                   | Gurb     | masia            | Estil: arquitectura popular              | 41° 57′ 48″ N, 2° 13′ 20″ E / 41.9632772°N,2.2220915°E ca:Parròquia de Sant Andreu de Gurb                              | bé integrant del patrimoni cultural català           |                       | Modifica les dades a Wikidata |
|        | l'Abella                    | Gurb     | masia            |                                          | 41° 59′ 34″ N, 2° 15′ 35″ E / 41.9927748767569°N,2.2597845401006°E                                                      |                                                      |                       | Modifica les dades a Wikidata |
|        | l'Alba                      | Gurb     | masia            |                                          | 41° 58′ 59″ N, 2° 14′ 13″ E / 41.9830059092192°N,2.23688961276912°E                                                     |                                                      |                       | Modifica les dades a Wikidata |
|        | l'Argila                    | Vespella | masia            | Estil: arquitectura popular 18th century | 41° 58′ 17″ N, 2° 13′ 05″ E / 41.9713825°N,2.2180221°E ca:Ctra. de Sant Bartomeu BV-4601                                | bé integrant del patrimoni cultural català           |                       | Modifica les dades a Wikidata |
|        | l'Arumí de Palau            | Gurb     | masia            | Estil: arquitectura barroca 18th century | 41° 59′ 10″ N, 2° 15′ 27″ E / 41.985984°N,2.257596°E ca:Parròquia de Sant Esteve de Granollers 528 msnm                 | bé integrant del patrimoni cultural català           | L'Arumí de Palau      | Modifica les dades a Wikidata |
|        | l'Horta del Rossell         | Gurb     | masia            |                                          | 41° 59′ 04″ N, 2° 16′ 56″ E / 41.9844595791978°N,2.28212898239679°E                                                     |                                                      |                       | Modifica les dades a Wikidata |
|        | l'Om                        | Gurb     | masia            |                                          | 41° 57′ 04″ N, 2° 10′ 59″ E / 41.9510310561352°N,2.18303735694142°E ca:Parròquia de Sant Julià Sassorba                 |                                                      |                       | Modifica les dades a Wikidata |
|        | l'Oriol de Gurb             | Gurb     | masia            | Estil: arquitectura popular 18th century | 41° 57′ 07″ N, 2° 14′ 34″ E / 41.951957°N,2.242679°E 505 msnm                                                           | bé integrant del patrimoni cultural català           |                       | Modifica les dades a Wikidata |
|        | la Baga                     | Gurb     | masia            |                                          | 41° 58′ 04″ N, 2° 12′ 09″ E / 41.96774°N,2.20251°E ca:Parròquia de Sant Cristòfol de Vespella                           |                                                      |                       | Modifica les dades a Wikidata |
|        | la Cabra Vella              | Gurb     | masia            | 18th century                             | 41° 57′ 21″ N, 2° 15′ 25″ E / 41.9557930854662°N,2.25690649023936°E ca:Parròquia de Sant Andreu de Gurb                 |                                                      |                       | Modifica les dades a Wikidata |
|        | la Cabra de Dalt            | Gurb     | masia            |                                          | 41° 56′ 57″ N, 2° 15′ 05″ E / 41.9492176698549°N,2.25127610654392°E                                                     |                                                      |                       | Modifica les dades a Wikidata |
|        | la Casa Nova d'en Riera     | Gurb     | masia            |                                          | 41° 58′ 33″ N, 2° 16′ 38″ E / 41.9758819239949°N,2.27728866551733°E                                                     |                                                      |                       | Modifica les dades a Wikidata |
|        | la Casa Nova de la Coromina | Gurb     | masia            |                                          | 41° 58′ 55″ N, 2° 11′ 59″ E / 41.9819875124891°N,2.19975868851857°E                                                     |                                                      |                       | Modifica les dades a Wikidata |
|        | la Casa Nova del Borrell    | Gurb     | masia            |                                          | 41° 57′ 24″ N, 2° 11′ 25″ E / 41.9565310397678°N,2.19023107707555°E                                                     |                                                      |                       | Modifica les dades a Wikidata |
|        | la Casa Nova del Bosc       | Gurb     | masia            |                                          | 41° 56′ 27″ N, 2° 12′ 29″ E / 41.9409385822339°N,2.20802896703967°E                                                     |                                                      |                       | Modifica les dades a Wikidata |
|        | la Casa Nova del Dacs       | Gurb     | masia            |                                          | 41° 57′ 21″ N, 2° 14′ 26″ E / 41.9558484514122°N,2.24059224278913°E ca:Parròquia de Sant Andreu de Gurb                 |                                                      |                       | Modifica les dades a Wikidata |
|        | la Casa Nova del Galí       | Gurb     | masia            |                                          | 41° 55′ 55″ N, 2° 12′ 11″ E / 41.9319154735862°N,2.20305054150343°E                                                     |                                                      |                       | Modifica les dades a Wikidata |
|        | la Casa Nova del Grau       | Gurb     | masia            |                                          | 41° 57′ 32″ N, 2° 16′ 12″ E / 41.9587953990077°N,2.27002446067692°E                                                     |                                                      |                       | Modifica les dades a Wikidata |
|        | la Casa Nova del Mont-ral   | Gurb     | masia            |                                          | 41° 56′ 43″ N, 2° 14′ 08″ E / 41.9451688324419°N,2.23550723822318°E ca:Parròquia de Sant Andreu de Gurb                 |                                                      |                       | Modifica les dades a Wikidata |
|        | la Casa Nova del Nadal      | Gurb     | masia            |                                          | 41° 56′ 03″ N, 2° 13′ 17″ E / 41.9342651507973°N,2.22127138977687°E 560 msnm                                            |                                                      |                       | Modifica les dades a Wikidata |
|        | la Casa Nova dels Saits     | Gurb     | masia            |                                          | 41° 57′ 38″ N, 2° 13′ 50″ E / 41.9605647261864°N,2.23064117185252°E                                                     |                                                      |                       | Modifica les dades a Wikidata |
|        | la Casa Roja                | Gurb     | masia            |                                          | 41° 58′ 53″ N, 2° 16′ 24″ E / 41.9813053199713°N,2.27323180809305°E                                                     |                                                      |                       | Modifica les dades a Wikidata |
|        | la Catutxa                  | Gurb     | masia            |                                          | 41° 57′ 34″ N, 2° 17′ 07″ E / 41.9593689794489°N,2.28531880437701°E                                                     |                                                      |                       | Modifica les dades a Wikidata |
|        | la Codina                   | Gurb     | masia            | Estil: arquitectura popular              | 41° 59′ 07″ N, 2° 13′ 06″ E / 41.9852911°N,2.2183952°E ca:Parròquia de Sant Andreu de Gurb                              | bé integrant del patrimoni cultural català           |                       | Modifica les dades a Wikidata |
|        | la Comella de Palau         | Gurb     | masia            | Estil: arquitectura barroca              | 41° 58′ 54″ N, 2° 15′ 37″ E / 41.98156°N,2.2601582°E ca:Parròquia de Sant Esteve de Granollers                          | bé integrant del patrimoni cultural català           |                       | Modifica les dades a Wikidata |
|        | la Coromina                 | Gurb     | masia            | Estil: arquitectura popular 18th century | 41° 58′ 43″ N, 2° 12′ 24″ E / 41.978654°N,2.206744°E ca:Parròquia de Sant Cristòfol de Vespella 613 msnm                | bé integrant del patrimoni cultural català           | La Coromina (Gurb)    | Modifica les dades a Wikidata |
|        | la Cot                      | Gurb     | masia            |                                          | 41° 58′ 02″ N, 2° 13′ 54″ E / 41.9672456224601°N,2.23168315241601°E ca:Parròquia de Sant Andreu de Gurb                 |                                                      |                       | Modifica les dades a Wikidata |
|        | la Cresta                   | Gurb     | masia            |                                          | 41° 56′ 00″ N, 2° 11′ 52″ E / 41.933284530785°N,2.19788302161584°E                                                      |                                                      |                       | Modifica les dades a Wikidata |
|        | la Cucutera                 | Gurb     | masia            |                                          | 41° 57′ 33″ N, 2° 13′ 42″ E / 41.9592705812486°N,2.22837609248906°E                                                     |                                                      |                       | Modifica les dades a Wikidata |
|        | la Font de Sant Joan        | Gurb     | masia            |                                          | 41° 59′ 08″ N, 2° 12′ 15″ E / 41.9855936184649°N,2.20414390744368°E                                                     |                                                      |                       | Modifica les dades a Wikidata |
|        | la Fàbrega                  | Gurb     | masia            | 18th century                             | 41° 58′ 33″ N, 2° 17′ 28″ E / 41.97592°N,2.29111°E ca:Parròquia de Sant Esteve de Granollers                            |                                                      |                       | Modifica les dades a Wikidata |
|        | la Griera                   | Gurb     | masia            |                                          | 41° 59′ 09″ N, 2° 15′ 49″ E / 41.9858917026248°N,2.26365487467119°E                                                     |                                                      |                       | Modifica les dades a Wikidata |
|        | la Noguera                  | Gurb     | masia            | Estil: arquitectura popular 18th century | 41° 56′ 43″ N, 2° 11′ 45″ E / 41.9454073°N,2.1958158°E ca:Parròquia de Sant Julià Sassorba                              | bé integrant del patrimoni cultural català           |                       | Modifica les dades a Wikidata |
|        | la Pineda                   | Gurb     | masia            |                                          | 41° 56′ 54″ N, 2° 15′ 33″ E / 41.9483044325115°N,2.25905655942171°E                                                     |                                                      |                       | Modifica les dades a Wikidata |
|        | la Pineda Nova              | Gurb     | masia            |                                          | 41° 56′ 58″ N, 2° 15′ 28″ E / 41.9494675753553°N,2.25786071216075°E                                                     |                                                      |                       | Modifica les dades a Wikidata |
|        | la Pineda Vella             | Gurb     | masia            |                                          | 41° 58′ 10″ N, 2° 15′ 05″ E / 41.9693301847896°N,2.25137855043286°E ca:Parròquia de Sant Esteve de Granollers           |                                                      |                       | Modifica les dades a Wikidata |
|        | la Polleda                  | Gurb     | masia            |                                          | 41° 59′ 24″ N, 2° 15′ 35″ E / 41.990125810457°N,2.25960999616081°E ca:Parròquia de Sant Esteve de Granollers            |                                                      |                       | Modifica les dades a Wikidata |
|        | la Pujada                   | Gurb     | masia            | 18th century                             | 41° 56′ 06″ N, 2° 11′ 13″ E / 41.9350896408644°N,2.18689573253564°E ca:Parròquia de Sant Julià Sassorba                 |                                                      |                       | Modifica les dades a Wikidata |
|        | la Rectoria                 | Gurb     | masia            |                                          | 41° 57′ 19″ N, 2° 13′ 18″ E / 41.9551628971464°N,2.22160827617001°E                                                     |                                                      |                       | Modifica les dades a Wikidata |
|        | la Riereta                  | Gurb     | masia            |                                          | 41° 57′ 39″ N, 2° 14′ 47″ E / 41.9607236018112°N,2.24644728233919°E ca:Parròquia de Sant Andreu de Gurb                 |                                                      |                       | Modifica les dades a Wikidata |
|        | la Roureda                  | Gurb     | masia            | 18th century                             | 41° 58′ 14″ N, 2° 13′ 19″ E / 41.9706930656897°N,2.22201060545633°E ca:Parròquia de Sant Cristòfol de Vespella          |                                                      |                       | Modifica les dades a Wikidata |
|        | la Salada                   | Gurb     | masia casa forta | Estil: arquitectura popular 16th century | 41° 56′ 31″ N, 2° 10′ 24″ E / 41.942°N,2.173375°E ca:Parròquia de Sant Julià Sassorba                                   | bé d'interès cultural bé cultural d'interès nacional |                       | Modifica les dades a Wikidata |
|        | la Teuleria d'Oms           | Gurb     | masia            | 19th century                             | 41° 57′ 51″ N, 2° 14′ 31″ E / 41.9640888117874°N,2.24184598883897°E ca:Parròquia de Sant Andreu de Gurb                 |                                                      |                       | Modifica les dades a Wikidata |
|        | la Teuleria del Reixac      | Gurb     | masia            |                                          | 41° 57′ 58″ N, 2° 16′ 38″ E / 41.9661266075512°N,2.27710929734214°E                                                     |                                                      |                       | Modifica les dades a Wikidata |
|        | la Torre Prima              | Gurb     | masia            |                                          | 41° 57′ 30″ N, 2° 14′ 26″ E / 41.9584064583239°N,2.24061013898211°E                                                     |                                                      |                       | Modifica les dades a Wikidata |
|        | la Torre d'en Bosc          | Gurb     | masia            |                                          | 41° 58′ 53″ N, 2° 15′ 21″ E / 41.9814645354925°N,2.25590794619982°E                                                     |                                                      |                       | Modifica les dades a Wikidata |
|        | la Vall                     | Gurb     | masia            | 19th century                             | 41° 59′ 20″ N, 2° 15′ 54″ E / 41.9890255068866°N,2.26498295636218°E ca:Parròquia de Sant Esteve de Granollers           |                                                      |                       | Modifica les dades a Wikidata |
|        | la Vaqueria del Tint        | Gurb     | masia            |                                          | 41° 57′ 11″ N, 2° 15′ 25″ E / 41.9531543332077°N,2.25693714251118°E                                                     |                                                      |                       | Modifica les dades a Wikidata |
|        | la Vila                     | Gurb     | masia            |                                          | 41° 58′ 15″ N, 2° 12′ 18″ E / 41.9707666149577°N,2.2051371363184°E ca:Parròquia de Sant Cristòfol de Vespella           |                                                      |                       | Modifica les dades a Wikidata |
|        | les Feixes                  | Gurb     | masia            |                                          | 41° 59′ 45″ N, 2° 11′ 41″ E / 41.9957589593733°N,2.19466007231927°E                                                     |                                                      |                       | Modifica les dades a Wikidata |
|        | les Fonts de Palau          | Gurb     | masia            |                                          | 41° 59′ 25″ N, 2° 15′ 24″ E / 41.9904035010772°N,2.25658857730681°E ca:Parròquia de Sant Esteve de Granollers           |                                                      |                       | Modifica les dades a Wikidata |
|        | les Quadres                 | Gurb     | masia            | Estil: arquitectura popular              | 41° 57′ 41″ N, 2° 15′ 11″ E / 41.9612846°N,2.2529473°E ca:Parròquia de Sant Andreu de Gurb                              | bé integrant del patrimoni cultural català           |                       | Modifica les dades a Wikidata |
|        | les Torrades                | Gurb     | masia            | 19th century                             | 41° 57′ 38″ N, 2° 15′ 24″ E / 41.9605928793056°N,2.25679038846625°E ca:Parròquia de Sant Andreu de Gurb                 |                                                      |                       | Modifica les dades a Wikidata |
|        | mas Sant Vicenç             | Gurb     | masia            | 18th century                             | 41° 58′ 10″ N, 2° 11′ 07″ E / 41.969402°N,2.185271°E ca:Parròquia de Sant Cristòfol de Vespella 677 msnm                |                                                      |                       | Modifica les dades a Wikidata |

## molí d'aigua
| imatge | Nom                    | Ubicat a | instància de | Detalls                                  | coordenades                                                                                             | Protecció                                  | Commons (més fotos) | Dades a WD                    |
| ------ | ---------------------- | -------- | ------------ | ---------------------------------------- | --- | ------------------------------------------ | ------------------- | ----------------------------- |
|        | Molí d'Oms             | Gurb     | molí d'aigua | Estil: arquitectura popular 19th century | 41° 57′ 42″ N, 2° 14′ 38″ E / 41.961598°N,2.24383°E ca:Parròquia de Sant Andreu de Gurb                 | bé integrant del patrimoni cultural català |                     | Modifica les dades a Wikidata |
|        | Molí de Valls          | Gurb     | molí d'aigua | Estil: arquitectura popular              | 41° 58′ 02″ N, 2° 16′ 47″ E / 41.96718°N,2.2796°E                                                       | bé integrant del patrimoni cultural català |                     | Modifica les dades a Wikidata |
|        | Molí de Vent del Dacs  | Gurb     | molí d'aigua | 1901                                     | 41° 57′ 23″ N, 2° 15′ 09″ E / 41.9564487148476°N,2.25245844202837°E ca:Parròquia de Sant Andreu de Gurb |                                            |                     | Modifica les dades a Wikidata |
|        | Molí de la Font Salada | Gurb     | molí d'aigua | Estil: arquitectura popular              | 41° 56′ 13″ N, 2° 10′ 16″ E / 41.936887°N,2.17124°E                                                     | bé integrant del patrimoni cultural català |                     | Modifica les dades a Wikidata |
|        | Molí de la Pujada      | Gurb     | molí d'aigua | Estil: arquitectura popular 18th century | 41° 55′ 59″ N, 2° 11′ 21″ E / 41.933062°N,2.189298°E ca:Parròquia de Sant Julià Sassorba                | bé integrant del patrimoni cultural català |                     | Modifica les dades a Wikidata |

## muntanya
| imatge | Nom                             | Ubicat a                    | instància de | Detalls | coordenades                                                            | Protecció | Commons (més fotos)     | Dades a WD                    |
| ------ | ------------------------------- | --------------------------- | ------------ | ------- | ---------------------------------------------------------------------- | --------- | ----------------------- | ----------------------------- |
|        | Sant Sebastià                   | Gurb Vic                    | muntanya     |         | 41° 55′ 35″ N, 2° 11′ 58″ E / 41.92631°N,2.199381°E 770 msnm           |           | Sant Sebastià (Gurb)    | Modifica les dades a Wikidata |
|        | Serrat de Puigvaquer            | Gurb                        | muntanya     |         | 41° 58′ 49″ N, 2° 16′ 59″ E / 41.98033333°N,2.28305°E 504.8 msnm       |           |                         | Modifica les dades a Wikidata |
|        | Serrat de l'Horta               | Gurb                        | muntanya     |         | 41° 59′ 03″ N, 2° 16′ 48″ E / 41.9841°N,2.27991°E 478.4 msnm           |           |                         | Modifica les dades a Wikidata |
|        | Serrat de la Serra de l'Oratori | Gurb Sant Bartomeu del Grau | muntanya     |         | 41° 58′ 43″ N, 2° 10′ 56″ E / 41.9785°N,2.18216944°E 902 msnm          |           |                         | Modifica les dades a Wikidata |
|        | Turó de la Creu de Gurb         | Gurb                        | muntanya     |         | 41° 57′ 08″ N, 2° 12′ 38″ E / 41.9520875639°N,2.21046092543°E 842 msnm |           | Turó de la Creu de Gurb | Modifica les dades a Wikidata |
|        | serrat del Portell              | Gurb                        | muntanya     |         | 41° 57′ 28″ N, 2° 11′ 45″ E / 41.95784444°N,2.19594722°E 840 msnm      |           | Serrat del Portell      | Modifica les dades a Wikidata |

## nucli de població
| imatge | Nom         | Ubicat a | instància de      | Detalls | coordenades                                                         | Protecció | Commons (més fotos) | Dades a WD                    |
| ------ | ----------- | -------- | ----------------- | ------- | ------------------------------------------------------------------- | --------- | ------------------- | ----------------------------- |
|        | Mas Galí    | Gurb     | nucli de població |         | 41° 56′ 41″ N, 2° 14′ 46″ E / 41.944585992678°N,2.2460742037621°E   |           |                     | Modifica les dades a Wikidata |
|        | Serrabonica | Gurb     | nucli de població |         | 41° 58′ 34″ N, 2° 12′ 10″ E / 41.9760362198222°N,2.20264552623582°E |           |                     | Modifica les dades a Wikidata |
|        | el Vingrau  | Gurb     | nucli de població |         | 41° 58′ 51″ N, 2° 11′ 40″ E / 41.9809242985812°N,2.1945452616258°E  |           |                     | Modifica les dades a Wikidata |
|        | l'Esperança | Gurb     | nucli de població |         | 41° 56′ 27″ N, 2° 14′ 16″ E / 41.940927882168°N,2.2376729583255°E   |           |                     | Modifica les dades a Wikidata |

## pont
| imatge | Nom                               | Ubicat a                    | instància de | Detalls                                                                  | coordenades | Protecció                                  | Commons (més fotos) | Dades a WD                    |
| ------ | --------------------------------- | --------------------------- | ------------ | ------------------------------------------------------------------------ | --- | ------------------------------------------ | ------------------- | ----------------------------- |
|        | Palanca del Reixac                | Gurb                        | pont         | Travessa: Gurri                                                          | 41° 57′ 48″ N, 2° 16′ 43″ E / 41.9634162814494°N,2.27864840005523°E                                                |                                            |                     | Modifica les dades a Wikidata |
|        | Pont de Can Pantano               | Gurb                        | pont         |                                                                          | 41° 58′ 59″ N, 2° 14′ 22″ E / 41.9829862279618°N,2.23935241248471°E                                                |                                            |                     | Modifica les dades a Wikidata |
|        | Pont de Can Sila                  | Gurb                        | pont         |                                                                          | 41° 57′ 57″ N, 2° 13′ 26″ E / 41.9658964187173°N,2.22391539761498°E                                                |                                            |                     | Modifica les dades a Wikidata |
|        | Pont de Torruella                 | Gurb les Masies de Voltregà | pont         | Estil: arquitectura popular Travessa: riera de Sorreigs Estat: bon estat | 41° 59′ 09″ N, 2° 14′ 46″ E / 41.9857289°N,2.2461549°E ca:Mas Torruella, Burrissola, 08508 Les Masies de Voltregà. | bé integrant del patrimoni cultural català |                     | Modifica les dades a Wikidata |
|        | Pont de la Cabreta                | Vic Gurb                    | pont         | Estil: arquitectura popular                                              | 41° 57′ 13″ N, 2° 15′ 26″ E / 41.95373°N,2.257285°E ca:Parròquia de Sant Andreu de Gurb                            | bé integrant del patrimoni cultural català |                     | Modifica les dades a Wikidata |
|        | Pont de la Riereta                | Gurb                        | pont         |                                                                          | 41° 57′ 35″ N, 2° 14′ 59″ E / 41.9598525613159°N,2.24959497315797°E                                                |                                            |                     | Modifica les dades a Wikidata |
|        | Pont de la Teuleria de Serramitja | Gurb                        | pont         | Estat: bon estat                                                         | 41° 59′ 18″ N, 2° 12′ 02″ E / 41.98833°N,2.20044°E ca:Parròquia de Sant Cristòfol de Vespella                      |                                            |                     | Modifica les dades a Wikidata |
|        | Pont de la riera de Font Salada   | Gurb                        | pont font    | Estat: bon estat                                                         | 41° 56′ 08″ N, 2° 10′ 12″ E / 41.93568°N,2.17011°E ca:Parròquia de Sant Julià Sassorba                             |                                            |                     | Modifica les dades a Wikidata |
|        | Pont del Pla                      | Gurb                        | pont         |                                                                          | 42° 03′ 39″ N, 2° 17′ 10″ E / 42.0608863936777°N,2.28600650764312°E                                                |                                            |                     | Modifica les dades a Wikidata |
|        | Pont del camí ral                 | Gurb                        | pont         | Estat: bon estat                                                         | 41° 57′ 25″ N, 2° 13′ 14″ E / 41.95683°N,2.22061°E ca:Parròquia de Sant Andreu de Gurb                             |                                            |                     | Modifica les dades a Wikidata |
|        | Pont del mas Comes                | Gurb                        | pont         | Estat: bon estat                                                         | 41° 59′ 10″ N, 2° 12′ 08″ E / 41.98609°N,2.20223°E ca:Parròquia de Sant Cristòfol de Vespella                      |                                            |                     | Modifica les dades a Wikidata |
|        | Pont del rec del Puig             | Gurb                        | pont         | Estat: bon estat                                                         | 41° 57′ 24″ N, 2° 13′ 26″ E / 41.95668°N,2.22383°E ca:Parròquia de Sant Andreu de Gurb                             |                                            |                     | Modifica les dades a Wikidata |

## serra
| imatge | Nom                  | Ubicat a                    | instància de | Detalls | coordenades                                                                                 | Protecció | Commons (més fotos) | Dades a WD                    |
| ------ | -------------------- | --------------------------- | ------------ | ------- | ------------------------------------------------------------------------------------------- | --------- | ------------------- | ----------------------------- |
|        | serrat de Collgriell | Gurb Sant Bartomeu del Grau | serra        |         | 41° 59′ 18″ N, 2° 11′ 25″ E / 41.98831944°N,2.1902°E                                        |           |                     | Modifica les dades a Wikidata |
|        | serrat de Palau      | Gurb                        | serra        |         | 41° 59′ 01″ N, 2° 15′ 15″ E / 41.98361°N,2.2541°E ca:Parròquia de Sant Esteve de Granollers |           |                     | Modifica les dades a Wikidata |

## Misc
| imatge | Nom                                     | Ubicat a                      | instància de                                  | Detalls                            | coordenades                                                                                       | Protecció                                  | Commons (més fotos)         | Dades a WD                    |
| ------ | --------------------------------------- | ----------------------------- | --------------------------------------------- | ---------------------------------- | ------------------------------------------------------------------------------------------------- | ------------------------------------------ | --------------------------- | ----------------------------- |
|        | Cal Doctor                              | Gurb                          | casa                                          |                                    | 41° 57′ 22″ N, 2° 13′ 23″ E / 41.956°N,2.22302°E ca:Parròquia de Sant Andreu de Gurb              |                                            |                             | Modifica les dades a Wikidata |
|        | Colònia Malars                          | Gurb                          | colònia industrial                            | 19th century                       | 41° 59′ 04″ N, 2° 17′ 26″ E / 41.9845°N,2.29063°E ca:Parròquia de Sant Esteve de Granollers       | bé integrant del patrimoni cultural català |                             | Modifica les dades a Wikidata |
|        | Pedrera de Sant Bartomeu                | Gurb                          | pedrera                                       |                                    | 41° 58′ 42″ N, 2° 11′ 17″ E / 41.9782576098971°N,2.18804873412077°E                               |                                            |                             | Modifica les dades a Wikidata |
|        | Polígon industrial Mas Galí             | Gurb                          | polígon industrial                            |                                    | 41° 56′ 39″ N, 2° 14′ 47″ E / 41.9441142311451°N,2.24628097866647°E                               |                                            |                             | Modifica les dades a Wikidata |
|        | Portal de l'antic Molí de Malars        | Gurb                          | portal                                        |                                    | 41° 59′ 03″ N, 2° 17′ 26″ E / 41.984072°N,2.290597°E                                              | bé integrant del patrimoni cultural català |                             | Modifica les dades a Wikidata |
|        | Quadra de Vilagelans                    | Gurb                          | quadra ens local històric de Catalunya        |                                    | 41° 58′ 34″ N, 2° 17′ 04″ E / 41.976174°N,2.284411°E                                              |                                            |                             | Modifica les dades a Wikidata |
|        | Resclosa del molí d'Oms                 | Gurb                          | resclosa                                      |                                    | 41° 57′ 55″ N, 2° 14′ 27″ E / 41.96536°N,2.24074°E ca:Parròquia de Sant Andreu de Gurb            |                                            |                             | Modifica les dades a Wikidata |
|        | Sector de la carretera de Sant Bartomeu | Gurb                          | indret                                        |                                    |                                                                                                   | bé integrant del patrimoni cultural català |                             | Modifica les dades a Wikidata |
|        | Sistema de rec de Quadres               | Gurb                          | sistema hidràulic                             |                                    | 41° 57′ 40″ N, 2° 15′ 10″ E / 41.96113°N,2.25284°E ca:Parròquia de Sant Andreu de Gurb            |                                            |                             | Modifica les dades a Wikidata |
|        | Turons de la Plana Ausetana             | Gurb Tona Seva Malla Taradell | àrea protegida Pla d'Espais d'Interès Natural | 1992 Superfície: 674.91719ha       | 41° 56′ 42″ N, 2° 11′ 46″ E / 41.945°N,2.196°E                                                    |                                            | Turons de la Plana Ausetana | Modifica les dades a Wikidata |
|        | casa consistorial de Gurb               | Gurb                          | casa consistorial                             |                                    | 41° 56′ 24″ N, 2° 14′ 38″ E / 41.9399234°N,2.243914°E                                             |                                            |                             | Modifica les dades a Wikidata |
|        | creu de Mitjavia                        | Gurb                          | creu monumental                               |                                    | 41° 58′ 39″ N, 2° 15′ 04″ E / 41.9774515735871°N,2.25098167868435°E                               |                                            |                             | Modifica les dades a Wikidata |
|        | creu de la Serra de l'Oro               | Gurb                          | creu de terme                                 | Estil: gòtic flamíger 16th century | 41° 57′ 49″ N, 2° 12′ 42″ E / 41.9636472°N,2.2116364°E ca:Parròquia de Sant Cristòfol de Vespella |                                            |                             | Modifica les dades a Wikidata |
|        | els Vinyets                             | Gurb                          | conjunt d'edificis                            |                                    | 41° 56′ 37″ N, 2° 13′ 58″ E / 41.94356°N,2.23278°E ca:Parròquia de Sant Andreu de Gurb            |                                            |                             | Modifica les dades a Wikidata |